# Glenmailen
Glenmailen è il sito in cui si trovava nel III secolo un accampamento romano. Si trova nel nord della Caledonia (nome romano della Scozia).

## Storia
Agricola dopo la storica vittoria del Monte Graupio costruì intorno alla grande fortezza legionaria di Inchtuthill una linea di fortificazioni, che viene detta attualmente Gask Ridge e che arrivava fino ad Aberdeen. L'inizio della costruzione di questa linea di fortificazioni avvenne nell'83 e durò fino al ritiro provvisorio della legioni romane dalla Caledonia settentrionale, avvenuto pochi anni più tardi attorno al 90. Questo Gask Ridge fu continuato per uno o due anni dopo l'83 da una serie di fortificazioni che da Aberdeen andavano fino alle vicinanze di Inverness, e che seguivano il limite pedemontano delle Highlands. Infatti, con l'improvviso ritiro di Agricola, tutti questi forti ed accampamenti a nord del Gask Ridge furono smantellati subito.   Ma i Romani successivamente ritornarono a tentare la conquista dell'intera Scozia e riusarono (in alcuni casi ampliandoli) alcune di queste fortificazioni a nord del Vallo Antonino specialmente ai tempi dell'imperatore Settimio Severo.
Uno dei maggiori di questi accampamenti tra Aberdeen ed Inverness fu quello di Glenmailen, con una superficie di circa 45 ettari. Costruito ai tempi di Settimio Severo intorno al 208, questo accampamento si trovava vicinissimo a quello fatto da Giulio Agricola oltre un secolo prima e chiamato attualmente Ythan Wells.
Probabilmente queste fortificazioni avevano come collegamento tra di loro una strada romana, che era un semplice sentiero militare. Infatti tra Aberdeen (allora chiamata "Devana", un piccolo porto forse popolato in quel periodo anche da una piccola colonia di Romano-Britannici ) e l'accampamento di Glenmailen, vicino al fiume Spey, ancora oggi esiste una supposta "Roman road" . Dopo Settimio Severo l'accampamento di Glenmailen (come quello anteriore di Ythan Wells) furono abbandonati e dimenticati per secoli: solo nel 1785 Glenmailen fu riscoperto.

### Il Monte Graupio vicino a Glenmailen?
Negli ultimi decenni sono state avanzate varie ipotesi sulla possibile localizzazione della Battaglia del monte Graupio, vinta da Agricola contro i Caledoni. Infatti alcuni autori inglesi, come Roy, Surenne, Watt, ed Hogan pensano vada localizzata vicino all'accampamento romano di Raedykes  o a quello di Glenmailen. L'area di Glenmailen è abbastanza simile a quella descritta da Tacito per questa battaglia, specialmente l'elevazione detta Bennachie che potrebbe essere il monte Graupio. Comunque vi sono altre ipotesi di località in merito (come quella di Cawdor, avanzata da Vittorio De Martino).

## Caratteristiche
L'accampamento copriva 45 ettari di terreno ed era protetto da fossati. Aveva una morfologia parzialmente rettangolare. Il suo perimetro era irregolare per via dell'adattamento al terreno. L'erosione ha cancellato molti terrapieni e fossati laterali. Infatti restano solo quelli profondi oltre 4 piedi.